# Три дома
«Три дома» (груз. სამი სახლი) — грузинский художественный фильм режиссёра Зазы Урушадзе, снятый в 2008 году. Лента была показана на нескольких международных фестивалях, в том числе на Монреальском кинофестивале и на Днях грузинского кино в Санкт-Петербурге (2017).

## Сюжет
В фильме три истории об одном рисунке, разнесённые на три столетия.
В XIX веке в большом фамильном доме мужчина среднего возраста постоянно разговаривает со своей мёртвой женой и действует так, как будто они живут вместе. Старший брат переживает о состоянии брата и просит у друга семьи, знаменитого психиатра, о помощи. Психиатр приезжает поставить диагноз, но после встреч и разговоров с пациентом решает, что тот не нуждается в медицинской помощи. В знак благодарности пациент дарит врачу рисунок своей жены «Две совы».
Во время Второй мировой войны советского генерала находят мёртвым в квартире любовницы. Там же обнаруживается и подарок генерала — рисунок «Две Совы».
Современный городской парень влюблён в девушку по имени Анета, прапраправнучку художницы из первой новеллы. Семья девушки мечтает вернуть себе рисунок, но богатый и развращённый владелец не интересуется подобными сантиментами — и главный герой эпизода решает украсть рисунок для своей возлюбленной.

## Критика
Кинокритик Михаил Трофименков высоко оценил картину Урушадзе, увидев в ней проявление «щегольской профессиональной культуры»: три части фильма сняты в различной манере («декадентское викторианство, чёрно-белое ретро, новейшая, скажем так, французская эстетика»), однако объединены, по мнению критика, мотивом «печали хороших, невзирая на эпоху, людей». В то же время грузинская кинокритика, также усматривая в качестве сквозной нити фильма «способность людей терпеть, прощать и любить» и отмечая удачный визуальный ряд и хорошую игру нескольких актёров, сетовала на искусственность диалогов и грязный звук.

## В главных ролях
- Зураб Кипшидзе
- Лолашвили, Жанри
- Мурванидзе, Нато

## В фильме снимались
- Чанкветадзе, Нинель
- Андроникашвили, Эка
- Бзиава, Торнике
- Яшвили, Дато
- Жинория, Мурман
- Коридзе, Нино
- Бахтадзе, Васико
- Абуладзе, Вахтанг

## Съёмочная группа
- Режиссёр-постановщик: Урушадзе, Заза Рамазович.
- Автор сценария: Заза Урушадзе.
- Операторы-постановщики:
  - Швелидзе, Георгий
  - Беридзе, Георгий
- Художник-постановщик: Телиа, Теа.
- Художники по костюмам: Квиникадзе, Тина.
- Художник-гримёр: Чантурия Мадонна.
- Звукорежиссёры:
  - Годзиашвили, Паата
  - Паждик, Михаил
- Монтаж: Куранов, Александр.
- Композитор: Цинцадзе Георгий.
- Исполнительный продюсер: Гахокидзе, Леван.
- Продюсер: Арчил Геловани
- Производство:
  - Независимый Кинопроект
  - студия «UPP» Чехия
  - на производственно-технической базе киноконцерна «Filmové Studio Barrandov» Чехия
- Художественный фильм, цветной, Dolby Digital, 96 мин.
- Первый показ в кинотеатре: 23 сентября 2008 г.